# Анатема (защитена местност)
Анатема е защитена местност в землището на град Асеновград. Създадена е през 2004 г. с цел опазване находища и местообитания на редки и защитени растителни и животински видове. На територията на местността са забранени всякакви човешки дейности с изключение на санитарни и отгледни сечи. Обектът се стопаниства от Държавно Лесничейство Асеновград.

## География
Защитената местност попада в Северно-родопския нископланински климатичен район. Характерни видове за местността са драка, обикновена хвойна, мъждрян, келяв и обикновен воден габър. Местност Анатема е едно от малкото места, където се среща балканския ендемит атинска мерендера. Установено е също наличието на консервационно значимото лечебно растение седефче.